# Abutilon picardae
Abutilon picardae är en malvaväxtart som beskrevs av Ignatz Urban. Abutilon picardae ingår i släktet klockmalvor, och familjen malvaväxter. Inga underarter finns listade i Catalogue of Life.